# Estugarda
Estugarda, em alemão:  Stuttgart, forma também usada em português brasileiro (AFI: [ˈʃtʊtɡaʁt], ouvirⓘ), é a capital e a maior cidade do estado de Baden-Württemberg, na Alemanha. É a sexta maior cidade da Alemanha situando-se às margens do rio Neckar. Possui uma população de 606 588 habitantes de acordo com o censo demográfico de 31 de dezembro de 2011. É uma cidade independente (Kreisfreie Stadt) ou distrito urbano (Stadtkreis), ou seja, possui estatuto de distrito (Kreis). Localiza-se no centro de uma área densamente povoada, cercada por um anel de cidades menores. Esta área chamada de Região de Estugarda tem uma população de 2,7 milhões de habitantes.
A cidade fica espalhada através de uma variedade de colinas (muitas delas vinhedos), vales e parques – incomuns para uma cidade alemã e muitas vezes uma fonte de surpresa para os visitantes que associam a cidade principalmente com sua reputação industrial de "berço do automóvel". É sede do Legislativo Estadual, o Parlamento Regional, o Conselho Local e da Igreja Protestante do Estado de Württemberg, assim como uma das duas co-sedes do bispo da Diocese de Rotemburgo-Estugarda.
Estugarda é apelidada de Schwabenmetropole (metrópole da Suábia), por causa da localização da cidade no centro da Suábia, e como referência ao dialeto suábio falado por seus habitantes nativos. Nesse dialeto, o nome da cidade é pronunciado Schtugert ou Schtuagerd. No entanto, muitos alemães não-suábios emigraram para Estugarda por razões econômicas e 40% dos moradores da cidade, e 64% da população com idade inferior a cinco anos de idade são de origem imigrante estrangeiro. Em Estugarda estão sediadas as indústrias automobilísticas Mercedes-Benz e Porsche, assim como outra empresa do ramo, a Bosch.

## Etimologia
O nome da localidade provém do alto-alemão antigo "Stuotgarten", que pode ser traduzido como "haras", já que a cidade tem a sua origem em torno das antigas cavalariças do duque Liudolfo da Suábia. Durante séculos, a povoação permaneceu como um remanso pastoral ao longo do rio Neckar. Em meados do século X, cresceu em nome e forma fora de suas raízes pelo córrego de Nesenbach. O nome da cidade em alemão moderno, Stuttgart, pode ser transliterado em língua portuguesa como Estugarda. O nome em alemão também é usual em português brasileiro.

## História

### Pré-história e Antiguidade
O primeiro assentamento conhecido de Estugarda foi estabelecido por volta do final do século primeiro depois de Cristo, com o estabelecimento de um forte romano, às margens do rio Neckar. No início do século III os romanos foram repelidos pelos alamanos para trás do Reno e o rio Danúbio. Nada se sabe sobre o acordo entre os séculos quarto ao sétimo, mas Cannstatt é mencionada nos arquivos da Abadia de São Galo que datam do início do século oitavo. Escavações arqueológicas na década de 2000 confirmaram a presença contínua de uma propriedade agrícola durante o período merovíngio.
O nome da fortificação romana não foi registrado. O assentamento é mencionado como Canstat ad Neccarum em 708. A etimologia do nome Cannstatt não é evidente, mas como o local é mencionado como condistat nos Anais de Metz (século IX), é derivado principalmente do latim condita ("fundação"), sugerindo que o nome do assentamento romano poderia ter sido Condi-. Alternativamente, Sommer (1992) sugeriu que o local romano corresponde à Civitas Aurelia G atestada em uma inscrição encontrada perto da cidade de Öhringen. Houve também tentativas de uma derivação do gaulês *kondâti- "confluência".
O conselho de Cannstatt organizado em 746, de acordo com os anais de Metz — o Annales Petaviani e um relato do duque francês Childebrand I — foi realizado após o convite de Carlomano, o filho mais velho de Carlos Martel, e terminou com a execução sumária da nobreza alemânica por sua suposta parte no levante de Teobaldo, Duque de Alamannia e Odilo, duque da Baviera.

### Idade Média
Estugarda foi provavelmente fundada por volta de 950., pouco antes da Batalha de Lechfeld pelo duque Liudolfo da Suábia, um dos filhos do imperador Oto I, o Grande. A cidade foi usada para criação de cavalos de cavalaria em prados férteis no atual centro da cidade, apesar de escavações arqueológicas recentes indicarem que esta área já estava em posse dos agricultores merovíngios.
Por volta de 1300, Estugarda se tornou a residência dos condes de Württemberg, que a expandiram crescendo o assentamento e fizeram dela a capital de seu território (Territorialstaat). Estugarda foi elevada à categoria de cidade em 1321, quando tornou-se a residência oficial do rei. O território em torno da cidade ficou conhecido como o Condado de Württemberg antes do conde ser elevado à categoria de duque pelo imperador do Sacro Império Romano, em 1495, quando a cidade tornou-se a capital e residência ducal.

### Idade Contemporânea
Em 1805, a Land acedeu ao reino de Württemberg, pelo imperador Napoleão Bonaparte. Em meados do século XX, a cidade industrializou-se rapidamente graças às empresas Daimler-Motoren-Gesellschaft, Benz & Cie., Porsche e Bosch.
Em 1871, Estugarda ostentava 91 000 habitantes, e na época em que Gottlieb Daimler fabricou um dos primeiros automóveis de combustão interna movido a gasolina em uma pequena oficina em Cannstatt na década de 1880, a população tinha aumentado rapidamente para 176 000. Posteriormente, sua empresa Daimler-Motoren-Gesellschaft desenvolveu na cidade a primeira motocicleta de combustão interna em 1885, e o primeiro automóvel de quatro rodas um ano mais tarde.
Em 1951, as regiões de Baden e Württemberg são transformadas no Bundesland Baden-Württemberg. Certos habitantes, sobretudo os de Baden, não estão de acordo com este acto administrativo[carece de fontes?], porque existe uma rivalidade tradicional entre as duas populações.
A cidade foi fortemente danificada durante a Segunda Guerra Mundial. A fábrica de automóveis Porsche AG está instalada nesta cidade, e por isso a imprensa automobilística às vezes se refere à Estugarda como "a casa da Porsche". Outra grande montadora instalada em Estugarda é a Mercedes-Benz. A cidade tem grande arrecadação de imposto referentes a ambas montadoras.

## Geografia
Estugarda fica a cerca de uma hora da Floresta Negra e uma distância similar das montanhas dos Alpes Suábios. O centro da cidade fica num vale exuberante, aninhado entre vinhedos e bosques espessos nas proximidades, mas não sobre o rio Neckar. Assim, a cidade é muitas vezes descrita como estando "zwischen Wald und Reben" ("Entre a Floresta e as Videiras"). Nos meses quentes de verão, os moradores locais se referem a esta área como o Stuttgarter Kessel, ou "Caldeirão de Estugarda", pelo seu clima quente e úmido, que é muitas vezes mais quente do que a paisagem circundante de Württemberg.
Estugarda abrange uma área de 207 quilômetros quadrados. Sua elevação varia de 207 metros acima do nível do mar, pelo rio Neckar a 549 metros da colina Bernhartshöhe. Como resultado, há um conjunto de escadarias com mais de 400 degraus ao redor da cidade (chamadas de Stäffele no dialeto local), o equivalente a cerca de 20 quilômetros de escadarias. Muitas se originam da época em que as vinhas cobriam todo o vale. Ainda hoje há vinhas com menos de 500 metros de distância da Estação Principal.

### Clima
Estugarda apresenta um clima oceânico (Classificação climática de Köppen Cfb). Normalmente, durante os meses de verão, as proximidades das colinas da Floresta Negra e dos Alpes Suábios atuam como um escudo de duras condições meteorológicas, mas a cidade pode estar sujeita a tempestades enquanto nos períodos de inverno a neve pode durar vários dias. O centro da cidade, referido pelos habitantes locais como o "Kessel" (chaleira), apresenta um calor mais grave no verão e menos neve no inverno do que nos subúrbios. A faixa de temperatura entre o dia e a noite ou no verão e no inverno podem ser extremas. Em média Estugarda goza de 1807 horas de sol por ano.
| Dados climatológicos para Estugarda                                           | Dados climatológicos para Estugarda | Dados climatológicos para Estugarda | Dados climatológicos para Estugarda | Dados climatológicos para Estugarda | Dados climatológicos para Estugarda | Dados climatológicos para Estugarda | Dados climatológicos para Estugarda | Dados climatológicos para Estugarda | Dados climatológicos para Estugarda | Dados climatológicos para Estugarda | Dados climatológicos para Estugarda | Dados climatológicos para Estugarda | Dados climatológicos para Estugarda |
| Mês                                                                           | Jan                                 | Fev                                 | Mar                                 | Abr                                 | Mai                                 | Jun                                 | Jul                                 | Ago                                 | Set                                 | Out                                 | Nov                                 | Dez                                 | Ano                                 |
| ----------------------------------------------------------------------------- | ----------------------------------- | ----------------------------------- | ----------------------------------- | ----------------------------------- | ----------------------------------- | ----------------------------------- | ----------------------------------- | ----------------------------------- | ----------------------------------- | ----------------------------------- | ----------------------------------- | ----------------------------------- | ----------------------------------- |
| Temperatura máxima recorde (°C)                                               | 18,1                                | 21,0                                | 25,6                                | 30,8                                | 34,5                                | 39,5                                | 40,8                                | 39,7                                | 35,6                                | 30,8                                | 23,3                                | 19,5                                | 40,8                                |
| Temperatura máxima média (°C)                                                 | 3,7                                 | 5,6                                 | 10,8                                | 16,8                                | 22,0                                | 24,8                                | 26,8                                | 26,6                                | 21,7                                | 15,6                                | 8,3                                 | 4,4                                 | 14,0                                |
| Temperatura média (°C)                                                        | 0,5                                 | 2,6                                 | 6,2                                 | 12,2                                | 16,6                                | 19,7                                | 21,8                                | 21,3                                | 16,1                                | 11,9                                | 5,6                                 | 1,4                                 | 11,4                                |
| Temperatura mínima média (°C)                                                 | −1,5                                | 0,5                                 | 3,6                                 | 7,8                                 | 12,2                                | 15,3                                | 16,8                                | 16,6                                | 12,8                                | 7,9                                 | 3,0                                 | 0,6                                 | 8,0                                 |
| Temperatura mínima recorde (°C)                                               | −25,5                               | −20,3                               | −15,0                               | −4,2                                | −1,6                                | 3,3                                 | 6,0                                 | 5,1                                 | 0,2                                 | −6,3                                | −14,9                               | −18,5                               | −25,5                               |
| Precipitação (mm)                                                             | 46,2                                | 35,5                                | 38,6                                | 49,6                                | 85,7                                | 86,8                                | 86,1                                | 69,1                                | 57,1                                | 58,8                                | 49,8                                | 50,4                                | 718,7                               |
| Insolação (h)                                                                 | 79,8                                | 96,4                                | 137,9                               | 177,0                               | 236,5                               | 255,8                               | 272,4                               | 258,1                               | 190,4                               | 144,6                               | 74,1                                | 60,4                                | 1 807,2                             |
| Fonte: Deutscher Wetterdienst (1981–2010). Horas de sol no período 1990–2012. |                                     |                                     |                                     |                                     |                                     |                                     |                                     |                                     |                                     |                                     |                                     |                                     |                                     |

## Política
O atual Bürgermeister (prefeito/presidente de câmara) de Estugarda é Fritz Kuhn do partido de centro-esquerda Aliança 90/Os Verdes (Partido Verde Alemão).

### Organização política-administrativa

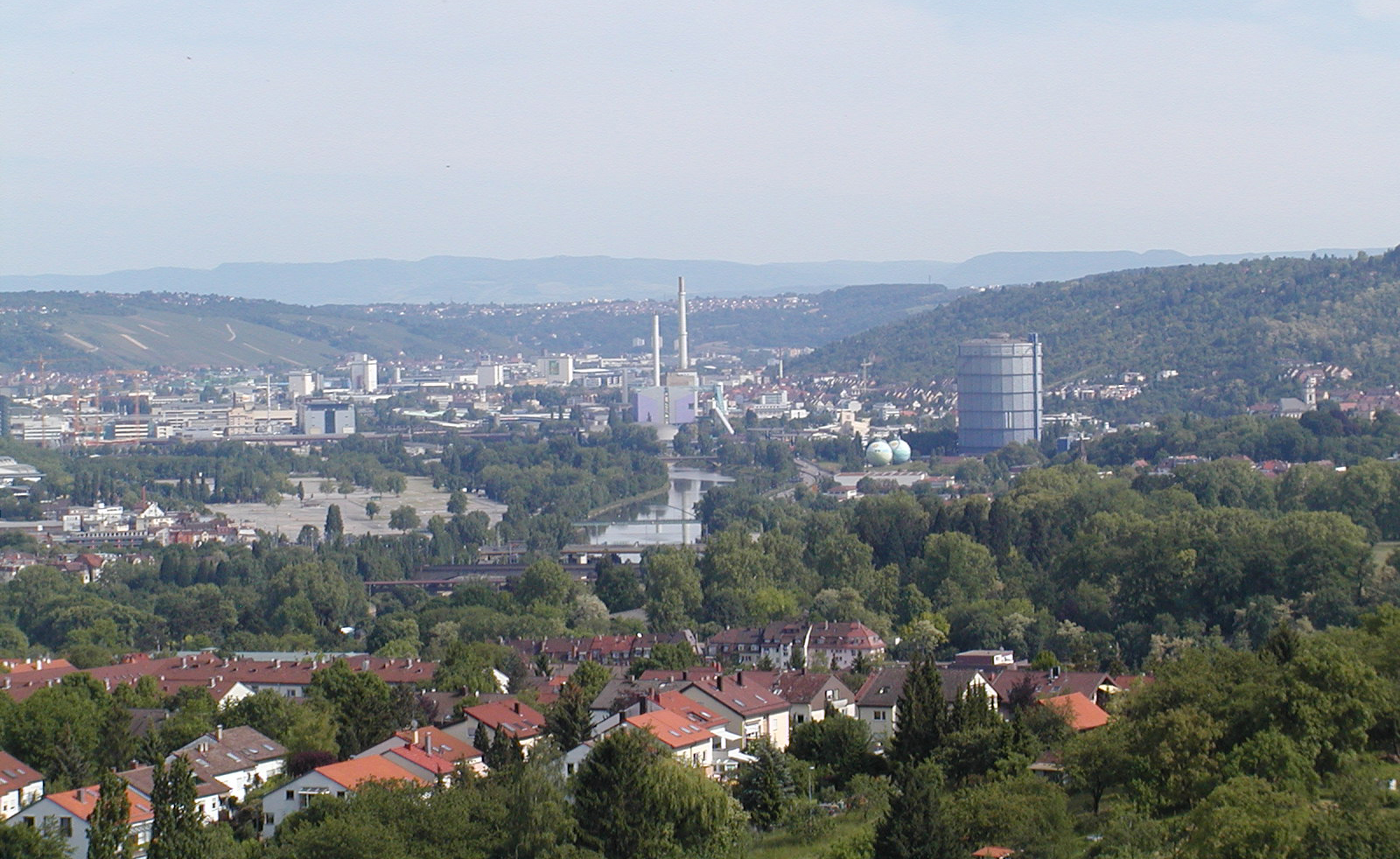
Vista panorâmica de Estugarda.

A cidade está dividida em 23 Stadtbezirke (distritos municipais):
1. Stuttgart-Mitte
2. Stuttgart-Nord
3. Stuttgart-Ost
4. Stuttgart-Süd
5. Stuttgart-West
6. Stuttgart-Bad Cannstatt
7. Stuttgart-Birkach
8. Stuttgart-Botnang
9. Stuttgart-Degerloch
10. Stuttgart-Feuerbach
11. Stuttgart-Hedelfingen
12. Stuttgart-Möhringen
13. Stuttgart-Mühlhausen
14. Stuttgart-Münster
15. Stuttgart-Obertürkheim
16. Stuttgart-Plieningen
17. Stuttgart-Sillenbuch
18. Stuttgart-Stammheim
19. Stuttgart-Untertürkheim
20. Stuttgart-Vaihingen
21. Stuttgart-Wangen
22. Stuttgart-Weilimdorf
23. Stuttgart-Zuffenhausen

## Economia

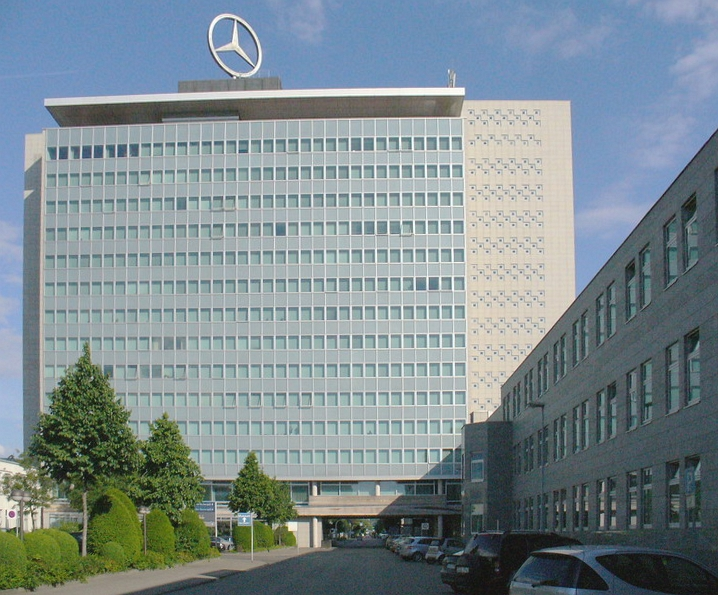
Sede da Mercedes-Benz Group, companhia multinacional de veículos de Estugarda.

A cidade é o centro de uma das mais fortes regiões econômicas da Europa e é o local mais inovador de alta tecnologia no continente. Pesquisas atuais têm apontado a região com as melhores perspectivas de futuro. Possui uma variedade de estrutura de negócios, que é caracterizado por uma mistura de companhias globais como a Mercedes-Benz Group e Porsche, incluindo muitos líderes do mercado mundial, trabalhadores altamente qualificados e um dos principais cenários de pesquisa e desenvolvimento. Empresas de todas as indústrias e ramos operam na cidade. Tem o mais alto padrão geral de prosperidade de qualquer cidade na Alemanha.
É onde supostamente o automóvel foi inventado, em 1885, por Karl Benz, e, posteriormente, industrializado em 1887 por Gottlieb Daimler e Wilhelm Maybach, na Daimler-Motoren-Gesellschaft, estes dois últimos também foram responsáveis pela fabricação da primeira motocicleta de combustão interna, em 1885. Como resultado, é considerada o ponto de partida da indústria automobilística em todo o mundo e é por vezes referida como o "berço do automóvel". Hoje, ambos Mercedes-Benz e Porsche têm sua sede na cidade, bem como as gigantes de peças automotivas Bosch e Mahle. Uma série de revistas de entusiastas de automóveis são publicados em Estugarda. É considerada a "cidade do automóvel da Alemanha", possuindo museus automobilísticos que são espetaculares tanto do lado de fora (arquitetura) quanto por dentro (veículos raros e clássicos).
A Bolsa de Valores de Estugarda é a segunda maior da Alemanha (depois de Frankfurt). Ela oferece negociação de alavancagem e produtos de investimento, ações, produtos negociados em bolsa, obrigações, fundos de investimento e certificados de participação. Muitas empresas líderes no setor de serviços financeiros têm sede na cidade, com cerca de 100 institutos de crédito no total (por exemplo, LBBW Bank, Wüstenrot & Württembergische, Allianz Life Assurance).

## Cultura

### Arte
Estugarda é conhecida por sua rica herança cultural, em particular o seu Teatro do Estado (Staatstheater) e a Galeria do Estado (Staatsgalerie). O Staatstheater abriga a Ópera Estatal e três teatros menores e encena regularmente ópera, balé e produções de teatro, bem como shows. O Staatstheater foi nomeado o 'Teatro do ano' da Alemanha/Áustria em 2006, na Suíça; a Ópera de Estugarda venceu o prêmio de "Ópera do ano" seis vezes. O Stuttgart Ballet está ligado a nomes como John Cranko e Márcia Haydée.

### Esporte
O clube de futebol da cidade, o VfB Stuttgart, disputa o Campeonato Alemão de Futebol e foi o campeão da temporada 2006/07 da Bundesliga. Outras equipes de futebol de divisões inferiores são o Sportfreunde Stuttgart — mais conhecido por ter participado do Sir Thomas Lipton Trophy em 1908, considerada a primeira Copa do Mundo — e o FV Zuffenhausen.[carece de fontes?] O estádio Gottlieb-Daimler-Stadion (atualmente MHPArena) abrigou alguns dos jogos da Copa do Mundo FIFA de 2006.
Além do futebol a cidade abrigou as etapas da final da Copa do Mundo de Ginástica Artística de 2002, além de sediar por duas vezes o Campeonato Mundial de Ginástica Artística nos anos de 1989 e 2007.

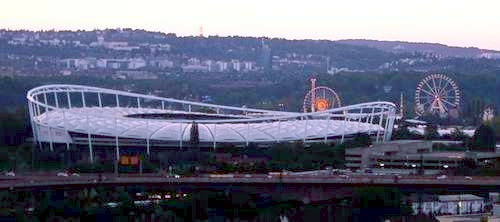
A MHPArena, estádio de futebol cede do VfB Stuttgart, em Estugarda.

## Cidades-irmãs
Estugarda possui 10 cidades-irmãs:
- Saint Helens, Inglaterra, Reino Unido (desde 1948)
- Cardiff, País de Gales, Reino Unido (desde 1955)
- St. Louis (Missouri), Estados Unidos (desde 1960)
- Estrasburgo, França (desde 1962)
- Bombaim, Índia (desde 1968)
- Menzel-Bourguiba, Tunísia (desde 1971)
- Cairo, Egito (desde 1979)
- Łódź, Polônia (desde 1988)
- Brno, República Checa (desde 1989)
- Samara, Rússia (desde 1992)